# پیترو ساسولی
پیترو ساسولی (ایتالیایی: Pietro Sassoli؛ ۱۳ ژوئن ۱۸۹۸ – ۱۴ آوریل ۱۹۴۶) آهنگساز، موسیقی‌دان و رهبر ارکستر اهل پادشاهی ایتالیا بود. او برای برخی فیلم‌های روبرتو روسلینی، آهنگ ساخت.
از فیلم‌هایی که وی در آن‌ها نقش داشته‌است، می‌توان به اودسا در میان شعله‌ها اشاره نمود.